# 베른트 레노
베른트 레노(독일어: Bernd Leno, 1992년 3월 4일~)는 독일의 축구 선수로 포지션은 골키퍼이다. 현재 풀럼 소속으로 활동하고 있다.
2011년 5월, 레노는 VfB 슈투트가르트와의 계약을 2014년 6월까지 연장하였다. 2011년 8월 10일부터 2011년 12월 31일까지, 그는 바이어 04 레버쿠젠으로 임대되었다. 레노는 SV 베르더 브레멘전에서 분데스리가 데뷔전을 치렀다. 그는 디르크 크뤼센베르크와 헤리베르트 마헤레이에 이어 처음 3번의 분데스리가 경기에서 무실점을 기록한 골키퍼로 이름을 올렸다. 2011년 9월 13일, 첼시 FC와의 UEFA 챔피언스리그 2011-12 E조 1차전 경기에 출전하면서, 그는 19세 193일로 챔피언스리그에 출전한 최연소 골키퍼로 기록되었다. 2011년 11월 30일, 베른트 레노는 레버쿠젠으로 완전 이적하였으며, 그는 2017년까지 계약하였다.
2018년 6월부터는 아스날의 주전 골키퍼로 활약하고 있다.
그러나 21-22시즌 초반 최악의 활약을 펼치고 아론 램스데일에게 주전자리를 내주었다.
22-23 시즌을 앞두고 EPL로 승격한 풀럼으로 이적하였다.